# José Rolando de León
José Rolando de León es un deportista guatemalteco que compitió en halterofilia adaptada. Ganó dos medallas en los Juegos Paralímpicos de Verano, bronce en Toronto 1976 y oro en Seúl 1988.

## Palmarés internacional
| Juegos Paralímpicos | Juegos Paralímpicos  | Juegos Paralímpicos | Juegos Paralímpicos |
| Año                 | Lugar                | Medalla             | Categoría           |
| ------------------- | -------------------- | ------------------- | ------------------- |
| 1976                | Toronto (Canadá)     | Medalla de bronce   | Pluma (–57 kg)      |
| 1988                | Seúl (Corea del Sur) | Medalla de oro      | Pluma (–57 kg)      |